# شين داوسن

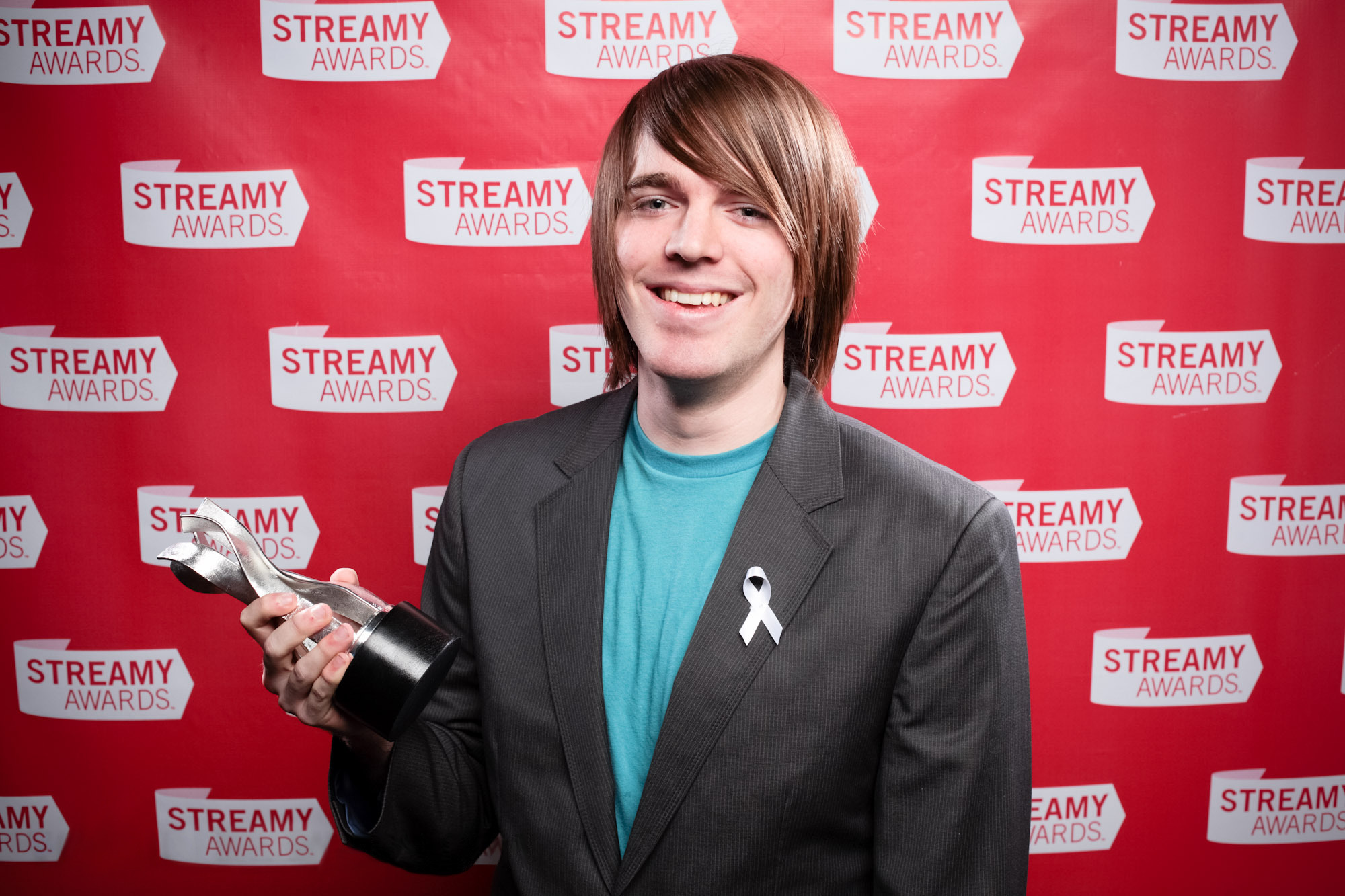

شين داوسن(بالإنجليزية: Shane Dawson)‏ هو شاب أمريكي الجنسية من مواليد 19 يوليو 1988 يهوى التصوير والإخراج والكوميديا، ويضع فيديو كوميدي كل سبت على قناته في اليوتيوب ShaneDawsonTV القناة فيها أكثر من 17,000,000 مشترك، ولديه قناة أخرى يضع بها مقاطع متفرقة واسئلة يرد عليها من المعجبين وبها 5,000,000 مشترك shanedawsontv2 ومؤخرا قام بإنشاء قناة ثالث Shane iPhone يضع بها مقاطع مباشرة قام بتصويرها بواسطة الـ iPhone الخاص به. يتمنى ان يصبح لديه برنامجه الخاص ويصبح مخرجا بهوليوود.

## روابط ذات صلة
صفحة شين داوسون الشخصية على موقع my space
صفحة معجبي شين داوسون على فيس بوك  على فيسبوك.
قناة شين داوسون الرسمية على يوتيوب
قناة شين داوسون الثانية على يوتيوب
قناة الـ iphone لـ شين داوسون

## روابط خارجية
- شين داوسن على موقع IMDb (الإنجليزية)
- شين داوسن على موقع ألو سيني (الفرنسية)
- شين داوسن على موقع ميوزك برينز (الإنجليزية)
- شين داوسن على موقع أول موفي (الإنجليزية)
- شين داوسن على موقع إن إن دي بي (الإنجليزية)
- شين داوسن على موقع قاعدة بيانات الفيلم (الإنجليزية)
- شين داوسن على موقع كينوبويسك (الروسية)
- شين داوسن على موقع كينوبويسك (الروسية)